# Pterodiscus
Pterodiscus es un género de plantas de flores de la familia Pedaliaceae. Comprende 18 especies.

## Especies seleccionadas
- Pterodiscus angustifolius
- Pterodiscus aurantiacus'
- Pterociscus brasiliensis

## Sinónimo
- Pedaliophyton